# Perverted-Justice.com
Perverted-Justice (también conocido como "PeeJ") es una organización dedicada a denunciar adultos que tratan de contactar a menores para realizar encuentros de tipo sexual. El sitio utiliza a voluntarios que se hacen pasar por adolescentes de ambos sexos con edades en torno a los 13 o 14 años, hablan con adultos interesados en intercambiar fotos en línea e intentan arreglar citas en las que se supone se encontrarán. Los voluntarios son en realidad adultos que recopilan pruebas de comportamientos ilegales con el fin de atrapar a estas personas. La información recopilada es colocada en el sitio Web y puede ser consultada luego por cualquiera. 

## Historia
La organización y el sitio Web fueron creados en 2002 por Phillip J. Eide (quién utiliza el pseudónimo de Xavier Von Erck). Al participar en salas de chat en su localidad, Portland (Oregón, Estados Unidos), Eide observó lo que consideró demasiados adultos tratando de localizar a jovencitas. Hasta 2003, el sitio observaba únicamente sitios en el área de Portland. Hasta junio de 2004 han logrado 264 detenciones en los Estados Unidos así como una gran cantidad de condenas menores, en colaboración con las policías locales en todo el país. También se le da crédito al sitio por contribuir al rescate de una mujer secuestrada en septiembre de 2004.

## Logros
El sitio web ha logrado condenas en 37 estados: Alabama, Arizona, Arkansas, California, Colorado, Connecticut, Florida, Georgia, Idaho, Illinois, Indiana, Kansas, Kentucky, Luisiana, Maryland, Massachusetts, Míchigan, Minnesota, Misisipi, Misuri, Nebraska, Nevada, Nueva Hampshire, Nueva York, Carolina del Norte, Dakota del Norte, Ohio, Oklahoma, Oregón, Pensilvania, Rhode Island, Carolina del Sur, Texas, Utah, Virginia, Washington y Wisconsin. Ya han logrado 221 condenas hasta el 18 de agosto de 2007. También hacen seguimiento a casos en muchos estados. Los responsables del sitio mencionan que la mayoría de estas condenas representan casos que en general no son seguidos por los medios de comunicación, pero que han ameritado un seguimiento intenso par parte de los voluntarios del sitio. También según los responsables del sitio, ha tomado tiempo lograr la confianza de las policías, pero que actualmente son la más grande organización en los Estados Unidos que combate la pedofilia en línea.

## Forma de trabajo
La verdadera acción del sitio se lleva a cabo en el foro electrónico de Perverted-Justice.com. Una vez se detecta la presencia de un depredador sexual, entra en escena un falso niño, mientras que miles de miembros son alertados e intentan descubrir su identidad y darlo a conocer.
El foro tiene reglas muy estrictas, dado que está orientado a no expertos en computación, que normalmente se exceden en sus comentarios. Normalmente el moderador modifica o borra mensajes que no van con las reglas de etiqueta del sitio.
Existe también en el sitio un área de supervivencia donde personas que han sido víctimas de abuso sexual pueden recibir y compartir comentarios, consejos y algo de apoyo moral.

## Controversia
Algunos críticos del sitio han expresado su preocupación o su oposición a las tácticas utilizadas por Perverted-Justice.com. Por su parte los responsables del sitio argumentan que la mayoría de las críticas vienen de fuera de los Estados Unidos o de defensores de la pedofilia y que ellos sólo son una organización que prefiera hacer algo en lugar de dejar que los depredadores sexuales actúen impunemente, y que sus éxitos en condenas muestran que su acción tiene impacto.

### Argumentos a favor del sitio Web
Quienes defienden el sitio argumentan que los visitantes tienen la oportunidad de leer las conversaciones en los encuentros en línea, y decidir de manera informada cuales son sus intenciones. En cada caso se menciona si la persona identificada como depredador sexual potencial ha sido contactada por teléfono, si ha sido vista en lugares determinados o si ha tenido una entrevista en persona. Esto permite descartar que la persona haya usurpado la identidad de otro al realizar sus comportamientos, dado que el número de teléfono (junto con otros elementos) es uno de los mejores identificadores de una persona. Adicionalmente, cualquier persona expuesta por este sitio tiene la oportunidad de responder a sus acusadores, y en algunos casos de enfrentarse a sus actos y pedir disculpas por su comportamiento. En algunos casos, de manera excepcional se ha eliminado del sitio la información de una persona, luego de que ésta ha demostrado haber recibido ayuda psicológica. Expertos en derecho han asegurado en entrevistas que la forma de actuar del sitio Web es legal, por otra parte, el sitio Web ha recibido agradecimientos del Departamento de Justicia y de policías locales en varias ocasiones.
Los administradores del sitio aclaran que el sitio:
- No inicia contactos en línea,
- No inicia investigaciones basándose en datos de usuarios anónimos, para evitar el uso del sitio Web para propósitos de venganza de algún tipo,
- Cuando encuentran comportamientos delictivos los transmiten a la policía,
- Colaboran con otras organizaciones de usuarios con objetivos similares o compatibles.

### Críticas
Una de las mayores protestas contra la organización es el no respeto al derecho a la privacidad. Perverted-Justice muestra fotos y datos, números de teléfono, direcciones de correo, alias usados, lugares de estudio o trabajo, etc., de personas que han sido encontrados tratando de seducir a menores usando Internet, mientras que los voluntarios participantes son resguardados por el anonimato. Los críticos del sitio estiman que son muy altas las posibilidades de que una persona inocente sea acusada en este sitio web, especialmente dado que no es tan difícil robar una identidad en Internet. Entre las personas u organizaciones más críticas al sitio están: Parry Aftab, Wiredsafety.org (anteriormente Cyberangels); Peter Carr de Chatmag.com; Julie Posey y Lee Tien, Electronic Frontier Foundation. 
También se cuestiona la legalidad de las prácticas utilizadas por los voluntarios de la organización al atrapar a alguien. Sin embargo, sólo ha habido un caso en justicia contra el sitio, y fue desestimado por un juez. Otros argumentan que lo que hace al sitio es enseñar a los depredadores sexuales a ser más cuidadosos.